# Pierre Dassonville
Pierre Dassonville, (Pierre Jean Adolphe Dassonville), est un  homme politique français, né le 10 mai 1928 à Lille (Nord) et mort le 1er octobre 2005.

## Carrière politique
Lors des élections législatives consécutives à l'accession de François Mitterrand à la présidence de la République, en juin 1981, il est élu suppléant du député Pierre Mauroy, qui ne pouvait constitutionnellement cumuler ses nouvelles fonctions de Premier ministre avec le mandat de député, qu'il exerçait depuis  avril 1973. Pierre Dassonville prend sa succession à l'Assemblée nationale, le 23 juillet 1981.
Pierre Dassonville ne se représente pas en 1986, lorsque les élections législatives sont organisées selon le système de la représentation proportionnelle, dans le cadre de listes départementales.

## Sources
- Notice biographique « Pierre Dassonville », sur le site de l'Assemblée nationale.
- Modifications à la composition de l'Assemblée nationale — VIIe législature